# Louis Gallois

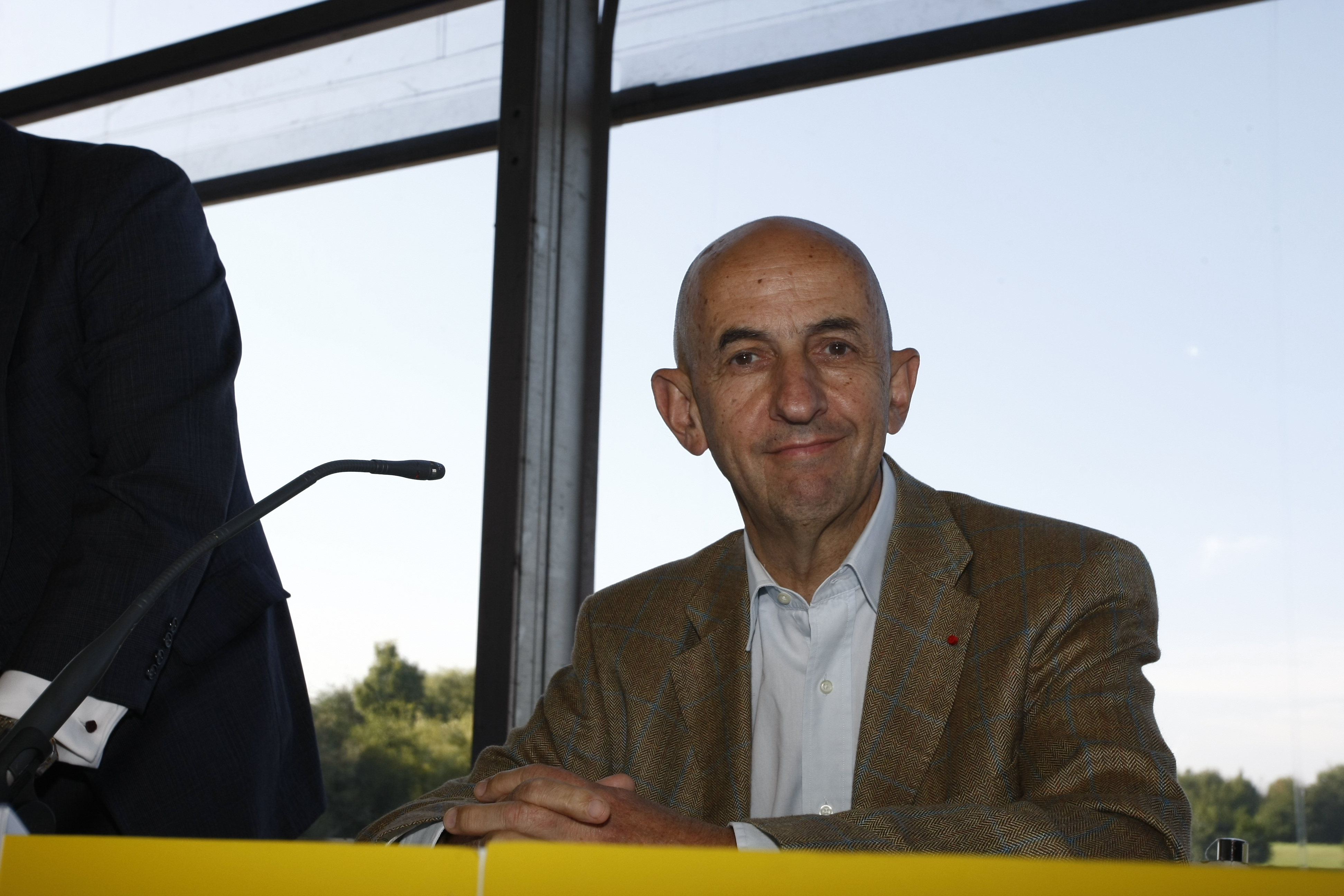
Louis Gallois, August 2008

Louis René Fernand Gallois (* 26. Januar 1944 in Montauban) ist ein französischer Manager. Bis Ende Mai 2012 war er Chief Executive Officer (CEO) des Luft-, Raumfahrt- und Rüstungskonzerns EADS. Am Beginn Juni 2012 wurde er zum Generalkommissar für französische staatliche Investitionen ernannt.

## Leben
Als Absolvent der Elite-Hochschulen École des hautes études commerciales (HEC) und École nationale d’administration (ENA) trat Gallois nach seiner Ausbildung in den Staatsdienst ein. Zuerst nahm er eine Stellung im Finanzministerium ein. 1981 holte ihn der damalige Verteidigungsminister Jean-Pierre Chevènement in das Forschungsministerium und 1988 in das französische Verteidigungsministerium.
Im Jahr 1989 wurde Gallois zum Chairman und CEO des französischen Triebwerksherstellers SNECMA ernannt. Im Anschluss daran war er von 1992 bis 1996 als CEO des EADS-Vorgängerunternehmens Aérospatiale tätig. 1996 fing er als Generaldirektor bei der französischen Staatsbahn SNCF an. Am 2. Juli 2006 wurde er als Nachfolger von Noël Forgeard zum Co-CEO der EADS ernannt. Er führte das Unternehmen zunächst zusammen mit dem Deutschen Thomas Enders. Am 9. Oktober 2006 übernahm er zusätzlich die Leitung von Airbus, dem größten Tochterunternehmen (mit Eigenständigkeiten) von EADS, als Nachfolger von Christian Streiff.
Als eine Reaktion auf die Krise bei Airbus wurde die EADS-Doppelspitze im Juli 2007 abgeschafft und dadurch Louis Gallois zum alleinigen Chef von EADS ernannt. Seinen Vorstandsposten bei Airbus übernahm im Gegenzug Thomas Enders. Enders löste ab 1. Juni 2012 Gallois als EADS-Chef ab.
Gallois war ab 2000 Mitglied des EADS-Verwaltungsrates (EADS Board of Directors). Darüber hinaus ist er Mitglied des Conseil d'Administration (Aufsichtsrat) der École Centrale des Arts et Manufactures und Vorsitzender des Fonds de dotation Universcience Partenaires der Cité des sciences et de l’industrie.
Im November 2012 legte Gallois ein Gutachten mit 22 möglichen Maßnahmen vor, um die derzeit schwache Wirtschaft des Landes wettbewerbsfähiger zu machen. Premierminister Ayrault hatte das Gutachten im Juli beauftragt.
Er war Vorsitzender des Aufsichtsrats der Groupe PSA (inzwischen aufgelöst), einem Kraftfahrzeughersteller mit den Marken Peugeot, Citroën, DS Automobiles, Opel und Vauxhall.